# Atelier de Construction de Puteaux
Atelier de Construction de Puteaux или APX (с фр. — «машиностроительный завод в Пюто») — государственный арсенал Французской армии, располагавшийся на Национальной набережной (фр. quai National), в 1980 году переименованной в набережную Дион-Бутон (фр. quai de Dion-Bouton), 8, в Пюто, департамент Сена (ныне департамент О-де-Сен).

## История
Арсенал основан в 1866 году инженером Фредериком Кройцбергом. Первоначально занимался производством станков для французских и иностранных арсеналов. Это был один из первых заводов, построенных в пригородах Парижа во время его индустриализации.
Вскоре в APX начали самостоятельно проектировать и производить различные образцы вооружения: пулемёты, малокалиберную и среднекалиберную артиллерию, танковые башни, прицелы. Также здесь проводились испытания боеприпасов.
В 1964 году арсенал из Пюто был перенесён в Сатори и объединён с AMX (Ateliers de construction d’Issy-les-Moulineaux). Корпуса завода продолжали пустовать до 1983 года, когда были снесены. Сейчас на их месте располагаются многоквартирные дома.

## Продукция APX

### Стрелковое оружие
- 1888: прототипы винтовки Бертье;
- 1905: пулемёт Пюто обр. 1905 г. (Puteaux APX Machine Gun) — было выпущено всего несколько сотен пулемётов, производство прекращено из-за большого количества дефектов.[3] Впоследствии был упрощён и массово производился компанией MAS (Manufacture d’armes de Saint-Étienne) под названием Saint-Étienne modèle 1907;
- 1915: прототип пулемёта Шоша (Fusil Mitrailleur Modele 1915 CSRG).

### Артиллерийские орудия
- 1916: Canon d'Infanterie de 37 modèle 1916 TRP (37 mm mle. 1916) — траншейная пушка для уничтожения пулемётов и непосредственной поддержки наступающей пехоты;
- 1918: 37-мм танковая пушка Пюто образца 1918 года (37 mm SA 18) — танковый вариант 37 mm mle. 1916;
- 1934: 37-мм противотанковая пушка образца 1934 года (AC 37);
- 1934: 47-мм противотанковая пушка Пюто образца 1934 года (SA 47);
- 1935: 25 mm APX mle. 1937 — укороченная версия 25 мм противотанковой пушки Гочкисс (SA-L);
- 1937: 47-мм противотанковая пушка Пюто образца 1937 года (SA mle. 1937);
- 1938: 75-мм пушка для ARL V 39, созданная на базе 75-мм казематного орудия обр. 1929 года.

### Ракетное оружие
- 1969: 142-мм ПТУР (противотанковая управляемая ракета) «ACRA» (фр. Anti-Char Rapide Autopropulsé).[1]

### Прицелы
- 1916: прицел для 37 mm mle. 1916;
- 1957: оптический прицел для винтовки MAS-49.

### Танковые башни
- 1934: башня APX 3B для бронеавтомобиля Panhard 178;
- 1935: башня APX 5, устанавливавшаяся на разведывательной машине AMR 35 модификации ZT 2 и на опытном бронеавтомобиле Gendron-Somua AMR 39;
- 1936: башня APX устанавливалась на прототипы танков Hotchkiss H35, Renault R35 и FCM 36;
- 1938: башня APX-R для Hotchkiss H39, Renault R35 и Renault R40, также планировалась к установке на AMX 38.[4]